# Günter Matthias

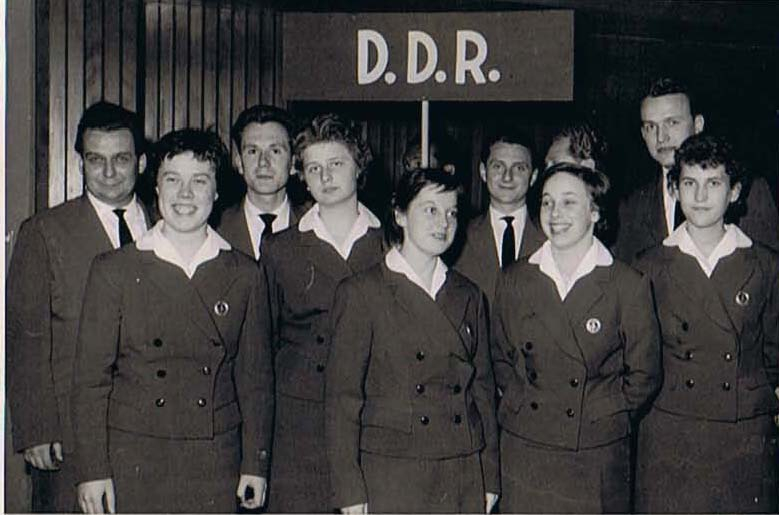
Nationalmannschaft der DDR
Herren von rechts nach links: Günter Matthias, Heinz Schneider (verdeckt), Helmut Hanschmann, Hans Täger und möglicherweise der Trainer.
Damen von links nach rechts: Christa Bannach, Doris Kalweit, Ute Mittelstädt, Sigrun Kunz, Isolde Woschee.

Günter Matthias (* 23. März 1934 in Stendal; † Juni 2015) war ein deutscher Tischtennisspieler. Er gewann bei DDR-Meisterschaften fünfmal einen Titel.

## DDR vor 1957
Matthias spielte ab 1948 im Verein Lok Stendal, 1954 wechselte er zu SC Motor Berlin, mit dem er 1956 und 1957 DDR-Mannschaftsmeister wurde. In diesem Zeitraum hatte er bereits mehrere Erfolge bei DDR-Meisterschaften vorzuweisen: DDR-Meister im Einzel 1952, im Doppel 1954 (mit Lotar Schleener) und 1957 (mit Helmut Hanschmann), Vizemeisterschaften 1956 im Doppel (mit Hans Täger) und 1957 im Einzel.
Bei der Tischtennisweltmeisterschaft 1953 wurde er nur für die Individualwettbewerbe gemeldet. 1955 erreichte er mit der gesamtdeutschen Mannschaft Platz 9. Insgesamt bestritt er von 1948 bis 1957 40 Länderspiele für die DDR sowie 1955 drei Länderspiele in einer gesamtdeutschen Nationalmannschaft. Für seine Erfolge wurde er mit dem Titel Meister des Sports ausgezeichnet.

## Westen nach 1957
Anfang 1957 übersiedelte Günter Matthias mit Genehmigung der DDR-Behörden von Grünau in den Westen nach Berlin-Steglitz und heiratete hier 1958 die westdeutsche Tischtennisnationalspielerin Uschi Fiedler. Er schloss sich dem Verein TTC Grün-Weiß Berlin an und nahm schon 1957 sowie 1959 an der nationalen deutschen Meisterschaft teil, wo er Platz 3 erreichte. 1959 wurde er zu den Individualwettbewerben der WM eingeladen.
1964 zog die Familie nach Hannover und verstärkte Arminia Hannover, 1966 wechselten sie zum SV Ahlem. 1972 erfolgte der Umzug nach Ottobrunn.

## Privat
Günter Matthias studierte Feinwerktechnik. Er hat zwei Kinder, die auch erfolgreich Tischtennis spielen: Sohn Carsten wurde 1987 Deutscher Meister im Doppel, Tochter Christiane spielte 1986 in der 2. Bundesliga.

## Turnierergebnisse
| Verband | Veranstaltung     | Jahr | Ort      | Land | Einzel     | Doppel     | Mixed        | Team |
| ------- | ----------------- | ---- | -------- | ---- | ---------- | ---------- | ------------ | ---- |
| FRG     | Weltmeisterschaft | 1959 | Dortmund | FRG  | letzte 256 | letzte 128 | letzte 128   |      |
| GER     | Weltmeisterschaft | 1955 | Utrecht  | NED  | letzte 32  | Qual       | keine Teiln. | 9    |
| GER     | Weltmeisterschaft | 1953 | Bukarest | ROU  | letzte 64  | letzte 32  | keine Teiln. |      |